# Pattaya Women's Open 1999
Il Pattaya Women's Open 1999 è stato un torneo di tennis giocato sul cemento. È stata la 9ª edizione del Pattaya Women's Open, che fa parte della categoria Tier IV nell'ambito del WTA Tour 1999. Si è giocato a Pattaya in Thailandia, dal 15 al 21 novembre 1999.

## Campioni

### Singolare
Magdalena Maleeva ha battuto in finale  Anne Kremer con il punteggio di 4–6, 6–1, 6–2

### Doppio
Åsa Svensson /  Émilie Loit hanno battuto in finale  Evgenija Kulikovskaja /  Patricia Wartusch con il punteggio di 6–1, 6–4